# 光声效应
光声效应（英語：Photoacoustic effect）是指物体在周期性变化的光照下产生声信号的现象。光声效应的产生是由于在光的照射下物体能量增加，局部聚集的能量以热的形式释放出来从而引起周围物质的震动。震动的频率取决于光信号的频率，而强度则与材料、几何形状等物体自生性质有关。

## 应用
- 光声谱：光声信号与物质的光吸收系数成正比，物质对不同光波长的吸收系数不同，产生光声信号不同，可测定物质的吸收光谱。
- 光声成像：不透明的物质，光透入很浅，只有表面吸收光能转化为热能，表面层热源向内部发射热波；热波衰减高，一般只能传播一个波长距离；传播中产生声波，声源在不同深度的延迟时间不同；频率低时，声波波长是热波的100,000倍，且光声信号的振幅取决于表面光吸收系数。聚焦的激光束在样品表面扫描，接受不同位置的光声信号，反映其性质、结构。